# 나카야촌 (이바라키현)
나카야촌(中家村)은 이바라키현 시다군·니하리군에 일찍이 존재했던 촌이다. 현재의 쓰치우라시 남부에 위치.

## 역사
- 1889년 4월 1일 - 정촌제 시행에 의해 시다군 시모타카쓰촌, 나카타카쓰촌, 가미타카쓰촌, 고마쓰촌, 야하기촌, 이다촌, 사노코촌, 시시쓰카촌, 및 니하리군 가스게촌이 합병해 시다군 나카야촌이 성립하였다.
- 1896년 3월 29일 - 시다군은 소멸하여 니하리군 나카야촌이 되었다.
- 1937년 4월 1일 - 니하리군 쓰치우라정에 편입해, 동일 나카야촌은 폐지되었다.
- 1940년 11월 3일 - 니하리군 쓰치우라정과 마나베정이 합병해, 쓰치우라시가 성립하였다.

## 인구
- 1891년 2,809
- 1920년 3,422
- 1935년 4,500

## 참고문헌
- 『市町村名変遷辞典』東京堂出版、1990年。
- 土浦市文化財愛護の会古写真調査研究部 編 編『むかしの写真土浦』土浦市教育委員会、1990年3月31日、208頁。全国書誌番号:91013150